# Molophilus (Molophilus) paludicola
Molophilus (Molophilus) paludicola is een tweevleugelige uit de familie steltmuggen (Limoniidae). De soort komt voor in het Nearctisch gebied.